# راي ستابس
راي ستابس بالإنجليزية: Ray Stubbs)‏ هو لاعب كرة قدم ومعلق رياضي بريطاني، ولد في 1956 في والاسي في المملكة المتحدة. لعب مع نادي بانغور سيتي ونادي ترانمير روفرز.

## وصلات خارجية
- راي ستابس على موقع IMDb (الإنجليزية)
- راي ستابس على موقع قاعدة بيانات الفيلم (الإنجليزية)